# Succhiando l'uva
Succhiando l'uva è un singolo di Mina del 2002 prodotto dalla Sony, tratto dall'album Veleno, con testo di Zucchero Fornaciari. Debutta direttamente alla 15ª posizione dei più trasmessi in radio.
Il singolo raggiunge la seconda posizione nella classifica italiana.

## Tracce
1. Succhiando l'uva – 4:09 (testo: Zucchero Fornaciari – musica: Matteo Saggese, Mino Vergnaghi)
2. I'll See You In My Dreams – 1:12 (Isham Jones & The Ray Miller, Gus Kahn)

## Classifiche
| Classifica (2002) | Posizione massima |
| ----------------- | ----------------- |
| Italia            | 2                 |